# 페어리 리갈
페어리 리갈(Fairly Legal)은 2011년 1월 20일부터 2012년 6월 15일까지 USA 네트워크에서 방영한 법률 드라마이다.
한국에서는 AXN에서 2012년부터 방영하였다.

## 캐스트
- 사라 샤히 - Kate Reed
- 마이클 트루코 - Justin Patrick
- 버지니아 윌리엄스 - Lauren Reed
- 라이언 존슨 - Ben Grogan
- 배런 본 - Leonardo Prince